# Retków (województwo dolnośląskie)
Retków – wieś w Polsce położona w województwie dolnośląskim, w powiecie polkowickim, w gminie Grębocice.

## Podział administracyjny
W latach 1975–1998 miejscowość położona była w województwie legnickim.

## Nazwa
W roku 1295 w kronice łacińskiej Liber fundationis episcopatus Vratislaviensis (pol. „Księdze uposażeń biskupstwa wrocławskiego”) miejscowość wymieniona jest w zlatynizowanej formie Rybky.

## Zabytki
Do wojewódzkiego rejestru zabytków wpisany jest:
- park dworski, z końca XIX w.